# 雷任民
雷任民（1909年7月—2005年1月25日），山西平遥人，中华人民共和国政治人物。

## 生平

### 早年生活
雷任民1909年出生于四川成都，父亲雷昌武是山西票号界著名商人，曾是平遥城内名宅葫芦肚巷7号主人。中学时曾就读于华北基督教公理会创办的汾阳铭义中学。

### 革命经历
雷任民1927年加入中国共产主义青年团参加革命。1928年进入北平大学法学院学习后，担任过北平共青团市委组织部长。1934年赴日本，就读于早稻田大学。西安事变后回国，1937年2月转为中国共产党党员。
抗日战争初期受中共中央北方局的派遣在山西从事抗日民族统一战线工作，在国民政府军事委员会第二战区司令长官阎锡山担任会长的牺牲救国同盟会任常务委员，参与组建了山西青年抗敌决死队第四纵队并担任政治委员，在晋西北开展游击战争，建立晋绥抗日根据地。1939年参加秋林会议，晋西事变中果断肃清部队中的旧军官，率部突破日、伪、阎军的包围，开展了坚决的反顽斗争。后历任山西新军决死第四纵队司令员兼政委，晋西北新军副总指挥，晋绥军区第六军分区司令员，参加了反扫荡、百团大战等战役。
第二次国共内战中历任晋冀鲁豫中央局国军工作部晋绥军工作室负责人、北平军事调处执行部安阳小组中共首席代表、北平军事调处执行部中共代表团少将副参谋长、晋冀鲁豫中央局社会部（部长杨奇清）副部长兼晋冀鲁豫军区司令部情报处处长、华北人民政府民政部副部长。

### 中华人民共和国成立后
1949年新中国成立后担任中央人民政府内务部办公厅主任兼人事司司长和优抚司司长，1950年初赴广州领导政务院接收港九国民党起义机构专员办事处的工作（龚饮冰未到任），接收了国民党滞留香港的包括两航、招商局、资源委员会、13家银行在内的起义机构。
1951年调任中央贸易部副部长并参与组建对外贸易部，1952年对外贸易部成立后任第一副部长、部党组书记，并在多个时期担任代理部长 。中国国际贸易促进委员会成立后兼任副主席，1955年南汉宸病休期间代理主席。到1966年文化大革命爆发前，雷任民先后出访过苏联、瑞士、东德、芬兰、日本、突尼斯、摩洛哥、锡兰、缅甸、意大利、挪威、瑞典、丹麦、埃及、赞比亚、坦桑尼亚等近二十个亚非欧国家。1952年参加了莫斯科国际经济会议，同年12月以代理部长身份签订了具有历史意义的中国锡兰《米胶协定》，这是中华人民共和国第一次和尚未建交的且不同社会制度的国家签订政府间贸易协定，协定不仅为五年后两国建交打下了基础，并且执行了长达30年之久。1953年签订了中国和印度尼西亚第一个政府间贸易协定，以及中国和芬兰第一个政府间贸易协定。1954年日内瓦会议期间，担任中国代表团首席顾问，同英国、法国、意大利、比利时、西德、瑞士等处于对立的西方资本主义国家就开展贸易进行了广泛的沟通，之后陆续派出了多个代表团出访并促成早期贸易往来；其中陪同周总理会见了英国外相艾登，直接推动了中英贸易往来的破冰和双方互派商务代表。日内瓦会议结束后作为中央人民政府代表访问芬兰，是第一个访问芬兰的政府代表团。1955年访问日本，是二次世界大战结束后第一个到访日本的中华人民共和国贸易代表团，在东京签订了《第三次中日贸易协定》。1958年访问摩洛哥访期间，由于贸易谈判进展顺利，促成了两国换文建立正式外交关系。60年代初三年困难时期，为解决粮食危机曾连续多次出访缅甸商谈大米贸易问题，并其中在陪同周总理访缅时受周总理指示前往香港，组织华润公司、中国银行协助中国粮油进出口总公司从美国、加拿大等国秘密购粮。1964年访问意大利，签订了两国互相设立商务代表处的协定，推动两国关系进入“半建交”时期。他还兼任国家民族事务委员会委员。
在中华人民共和国成立初期百废待兴、西方国家对其实行封锁禁运的严峻形势下，作为外贸战线的主要领导之一，雷任民参与制订了中国对外贸易的方针政策，组织参加了中国与苏联、东欧、西欧、亚非等各国的经贸谈判，为开创和发展中华人民共和国的对外贸易事业，突破封锁禁运，打开外交关系，做了大量奠基性、开拓性的工作，是中华人民共和国对外贸易事业的开拓者、奠基人之一。
文化大革命期间，雷任民遭到林彪和四人帮的迫害。

### 改革开放时期
1979年恢复工作后，与荣毅仁、吴志超等参加了组建中信集团，担任党组书记。
1984年与有亚洲糖王之称的马来西亚华商嘉里集团董事长郭鹤年共同创建北京国贸中心，任董事长。
1980年起先后担任对外贸易部顾问，进出口委顾问，对外经济贸易部顾问和特邀顾问。中国投资咨询公司成立后兼任董事。
他还担任过第五届全国人大法制委员会委员，第六届全国政协委员，第四届、第五届全国工商联执行委员，中国国际友谊促进会顾问，中国对外服务行业协会名誉会长。
2005年1月25日在北京逝世，享年96岁。

## 家庭
- 妹妹雷德容，1913-1948，侨务活动家，烈士，著名文学家、中华人民共和国首任驻印度尼西亚大使巴人的夫人。1935年参加过北平“一二·九”运动，在知识界、教会及劳动妇女中宣传救国救民的道理，唤醒妇女摆脱封建枷锁，参加抗日救亡运动。同年加入中国共产党。1939年在重庆参加邓颖超等人领导的新生活妇女运动指导委员会，任战时乡村服务队指导员。1941年奉命赴马来西亚和新加坡参加华侨抗日的宣传工作，与在马来西亚的巴人（王任叔）结婚。太平洋战争爆发后，转移到印度尼西亚，在日军搜捕患重病的恶劣条件下，不屈不挠地开展华侨和妇女抗日救亡斗争。1947年于归国途中不幸病倒在香港，1948年5月逝世。雷德容被马叙伦、沈钧儒、郭沫若等人誉为“奋战在海外的抗日英雄”。追悼会上由胡愈之介绍生平事迹、宣读遗嘱，沈钧儒致悼词。
- 雷任民与夫人肖力育有两个女儿：
  - 大女儿雷蓉[11]。
  - 小女儿雷元，曾担任中国外商投资企业协会副会长[12]、驻意大利米兰总领事馆商务参赞[13]，现任中国友谊促进会理事[14]。